# Христіан Август (князь Ангальт-Цербсту)
Христіан Август Ангальт-Цербстський (нім. Christian August von Anhalt-Zerbst; 29 листопада 1690, Дорнбург — 16 березня 1747, Цербст) — князь Ангальт-Дорнбурзький в 1704-1742 (спільно з братами), князь Ангальт-Цербстський з 7 листопада 1742 (спільно зі старшим братом до 1746 року), прусський генерал-фельдмаршал (1742), батько російської імператриці Катерини II.

## Біографія
Христіан Авґуст Ангальт-Цербстський народився 29 листопада 1690 року в Дорнбурзі. Август почав службу капітаном прусського гвардійського полку в 1708 році, з 1709 року — капітан піхотного Ангальт-Цербстського полку, який був розміщений в Штетіні. У 1711 році отримав орден великодушності (Orden de la Generosite), пізніше названий орденом «За заслуги» («Pour le Mérite») і був проведений в підполковники.
Брав участь у Війні за іспанську спадщину і у військовій кампанії в Нідерландах, в 1716 році був проведений в полковники, в 1721 році — в генерал-майори.
У 1725 році отримав орден Чорного орла — вищий прусський орден. З 1729 року-комендант Щецинського замку, де в тому ж році в шлюбі з Йоганною-Єлизаветою Гольштейн-Готторпською у нього народилася дочка, майбутня російська імператриця Катерина II. Родовід матері сходив до данського короля Крістіана I.
У 1732 році отримав чин генерал-лейтенанта і в квітні 1741 року — генерала від інфантерії. У травні 1742 року, коли пішли розмови про шлюб його дочки зі спадкоємцем російського престолу, Фрідріх II присвоїв йому звання генерал-фельдмаршала.
«Сам батько принцеси опирався цьому шлюбу: з побожністю перших послідовників Лютера він не хотів і чути, щоб дочка його стала єретичкою, поки один пастор, більш віротерпимий, не розтлумачив йому, що грецька віра майже однакова з Лютеранською».
Христіан Август вступив у володіння Ангальт-Цербстським князівством спільно зі своїм бездітним старшим братом Йоганном Людвігом II після смерті їх двоюрідного брата Йоганна Августа, померлого в 1742 році бездітним. Владний князь Ангальт-Цербстський до своєї смерті в 1747 році.

## Родина
Дружина — Йоганна-Єлизавета Гольштейн-Готторпська (1712—1760), дочка Крістіана Августа Гольштейн-Готторпського, сестра Адольфа Фрідріха, короля Швеції.
- Софія Августа Фредеріка (1729—1796) — імператриця Всеросійська Катерина II в 1762—1796 роках.
- Вільгельм Крістіан Фрідріх (1730—1742)
- Фрідріх Август Ангальт-Цербстський (1734—1793) — владний князь Ангальт-Цербстський з 1747.
- Августа Христина Шарлотта (1736—1736)
- Єлизавета Ульріка (1742 —1745)

## Нагороди
- Орден «Pour le Mérite»
- Орден Чорного орла

## Образ в кіно
- «Кривава імператриця» (1934)
- «Віват, гардемарини!» (1991) — кінофільм СРСР, реж. Світлани Дружиніної, роль Христіана Августа виконав Володимир Сошальський.